# Awaking the Centuries
Awaking The Centuries es el segundo disco de estudio de Haggard (para muchos es el mejor disco de la banda alemana). En este disco Haggard crea un estilo barroco muy bien trabajado y acertado. 
Las canciones de este CD están basadas en Michel de Notredame.

## Canciones
1. Intro - «Rachmaninov: Choir» – 0:38
2. Intro - «Pestilencia» – 1:54
3. Chapter I - «Heavenly Damnation» – 2:59
4. Chapter II - «The Final Victory» – 3:35
5. Chapter II - «Saltorella La Manuelina» – 0:57
6. Chapter III - «Awaking the Centuries» – 9:34
7. Chapter III - «Statement zur Lage der Musica» – 1:19
8. Chapter IV - «In a Fullmoon Procession» – 5:18
9. Chapter IV - «Menuett» – 1:19
10. Chapter V - «Prophecy Fulfilled / And the Dark Night Entered» – 6:23
11. Chapter V - «Courante» – 1:10
12. Chapter V - «Rachmaninov: Choir» – 2:34
13. Bonus Track - «Lost (Robin´s song)» live in México (No aparece en la primera versión del álbum)

## Créditos
- Asis Nasseri – voz gutural, guitarras, kettle drums
- Luz Marsen – baterías, percusión
- Andi Nad – bajo
- Danny Klupp – guitarras
- Karin Bodenmüller – soprano
- Hans Wolf – gran piano, piano, órgano de iglesia, teclados
- Kathrin Pechlof – arpa de concierto
- Fiffi Fuhrmann – tenor
- Christian – tenore
- Thomas Rosato – bajo
- Christoph Zastrow – flauta
- Florian Bartl – oboe
- Robert Müller – clarinete
- Andrea Sterr – violín
- Michael Stapf – violín
- Steffi Hertz – viola
- Kathrin Hertz – violonchelo
- Georg Uttenthaler – doble bajo
- Florian Schnellinger – percusión
- Peter Prysch – cuerno francés

### Invitados Especiales
- Evert Fratermann – percusión de orquesta
- Ilka Mende – violín
- Fabian Schwarz – guitarras acústicas

### Voces de "Pestilencia"
- Ulrich Mühlmann – "Nostradamus"
- Carsten Jacob – "Monk"
- Christiane B.Horn – "Woman 1"
- Eveline Gerhardt – "Woman 2"
- Wolfgang Weißmüller – "Man"

### Coro Moscow Radio
- Elena Rastvorova – director
- Olga Uschakova – soprano
- Maria Kutuzova – soprano
- Ekaterina Oblesova – alto
- Katja Prasolova – alto
- Vladimir Tarasov – tenor
- Oleg Kuzmin – tenor
- Anton Vasiljev – bajo
- Evgeny Astafurov – bajo

- Datos: Q1934485